# Ольхове (Уфимський район)
Ольхо́ве (рос. Ольховое, башк. Ольховое) — село у складі Уфимського району Башкортостану, Росія. Адміністративний центр Ольховської сільської ради.
До 2007 року село називалось селище Центральної усадьби конезавода 119, у радянські часи називалось Конний завод № 119.
Населення — 889 осіб (2010; 790 в 2002).
Національний склад:
- татари — 49 %